# یان وان آیک
یان وان آیک 
(به فلاندری: Jan van Eyck) یا یوهانس دی آیک، نقاش فلاندری، یکی از بهترین نقاشان سده ۱۵ (میلادی) در شمال اروپا بود. برداشت اشتباهی در سده ۱۶ (میلادی) وجود داشت که یان وان ایک را مبدع رنگ روغن معرفی می‌کرد. در صورتی که رنگ روغن به عنوان روشی برای تندیس‌های چوبی و اشیا دیگر از خیلی پیش‌تر وجود داشته و تئوفلیس به‌طور آشکار دستور نقاشی‌های پایه روغنی را در رساله خود در ۱۱۲۵ (میلادی) ارائه داده است.
البته این درست است که برادران وان آیک جزء نخستین نقاشان هلند بودند که از رنگ روغن در صفحات چوبی نقاشی استفاده می‌کردند؛ و همچنین به جلوه‌های چشمگیر تازه‌ای برای لعاب دادن، تکنیک خیس روی خیس، و تکنیک‌های دیگر دست یافتند؛ بنابراین به دلیل تسلط بر این تکنیک، به‌طور سنتی لقب پدر نقاشی با رنگ روغن را به او می‌دهند.
یان وان آیک بیشتر به عنوان برادر و هم طراز هوبرت وان آیک شناخته می‌شود. با این تصور که هر دوی آن‌ها از شهر مازک واقع در هلند (آن هنگام) به دنیا آمده‌اند.
البته نام دیگری که در این میان به عنوان مبدع رنگ‌های بیس روغنی از او یاد می‌شود استاد شهر فلمال هنرمند برجستهٔ سرزمین فلاندر، است که در سدهٔ ۱۵ میلادی با ابداع رنگ روغن فصلی نو در تجسم عمیق در فضا و پیوستگی سایه روشن‌ها در نقاشی گشود.

## جوانی
تاریخ دقیق تولد وان آیک مشخص نیست؛ تنها می‌دانیم ۱۳۹۵ یا کمی زودتر زاده شده‌است. نخستین نوشته‌ای که در مورد او وجود دارد از دربار یوهان سوم، دوک باواریا در لاهه هلند است. در این نوشتار اشاره شده که وان آیک بین سال‌های ۱۴۲۲ تا ۱۴۲۴ خدمتکار دربار به عنوان نقاش بوده‌است که البته دو همکار دیگر، او را یاری می‌رساندند. بر اساس همین نوشتار است که تاریخ تولد وی ۱۳۹۵ میلادی حدس زده شده‌است. نقاشی‌های مینیاتور در کتاب تورین میلان آئورز (به انگلیسی: Turin-Milan Hours) تنها آثار بر جای مانده از وی از همین دوران است. البته بیشتر این آثار در یک آتش‌سوزی در سال ۱۹۰۴ (میلادی) از بین رفت و تنها عکس‌هایی از آن‌ها باقی مانده‌است.

## موفقیت جهانی
در پی مرگ دوک باواریا (بایرن) در ۱۴۲۵ وان آیک به خدمت فیلیپ سوم، دوک بورگوندی درآمد. او یک سال در لیل اقامت گزید و بعد به بروخه کوچ کرد و تا زمان مرگش در ۱۴۴۱ در آنجا زندگی کرد. در سده ۲۰ (میلادی) اسنادی منتشر شد که نشان گر فعالیت‌های او در دربار فیلیپ هستند.

## آثار منتخب
یان ون آیک علاوه بر آثارش در دادگاه، نقاشی‌هایی برای مشتری‌های خصوصی تهیه می‌کرد. برجسته‌ترین آن‌ها ستایش بره است که برای یودوک ویت و همسرش الیزابت بورلوت نقاشی شده‌است. نقاشی این اثر حدوداً پیش از ۱۴۲۶ آغاز شده و دستکم تا حدود ۱۴۳۱ کامل شده، این تصویر چند تخته‌ای، پیروزی نهایی واقعیت در شمال را بازنمایی می‌کند که از آثار سرشناس رنسانس اولیه در ایتالیا متمایز بوده‌است. این اثر در مکان اصلیش در کلیسای سنت باوو در خنت (گنت) بلژیک نگهداری می‌شود. قاب تزیینی محجرمذبح خنت، مراسم بشارت تولد مسیح و پیکره‌های هیجان‌زدهٔ قدیس یحیی تعمید دهنده و قدیس یحیی انجیل‌نویس را نشان می‌دهد. هنر رنگ‌آمیزی بی‌مانند یان وان آیک در تابلوی مریم عذرا با کشیش وان در پال که در سال ۱۴۳۶ آفریده شد آشکارا دیده می‌شود. انتشار رنگ درخشان، دقیقاً مُهر شده‌است تا شکل‌ها با همه جزئیاتشان آشکارا از یکدیگر قابل تشخیص باشند.

### پرترهٔ آرنولفینی

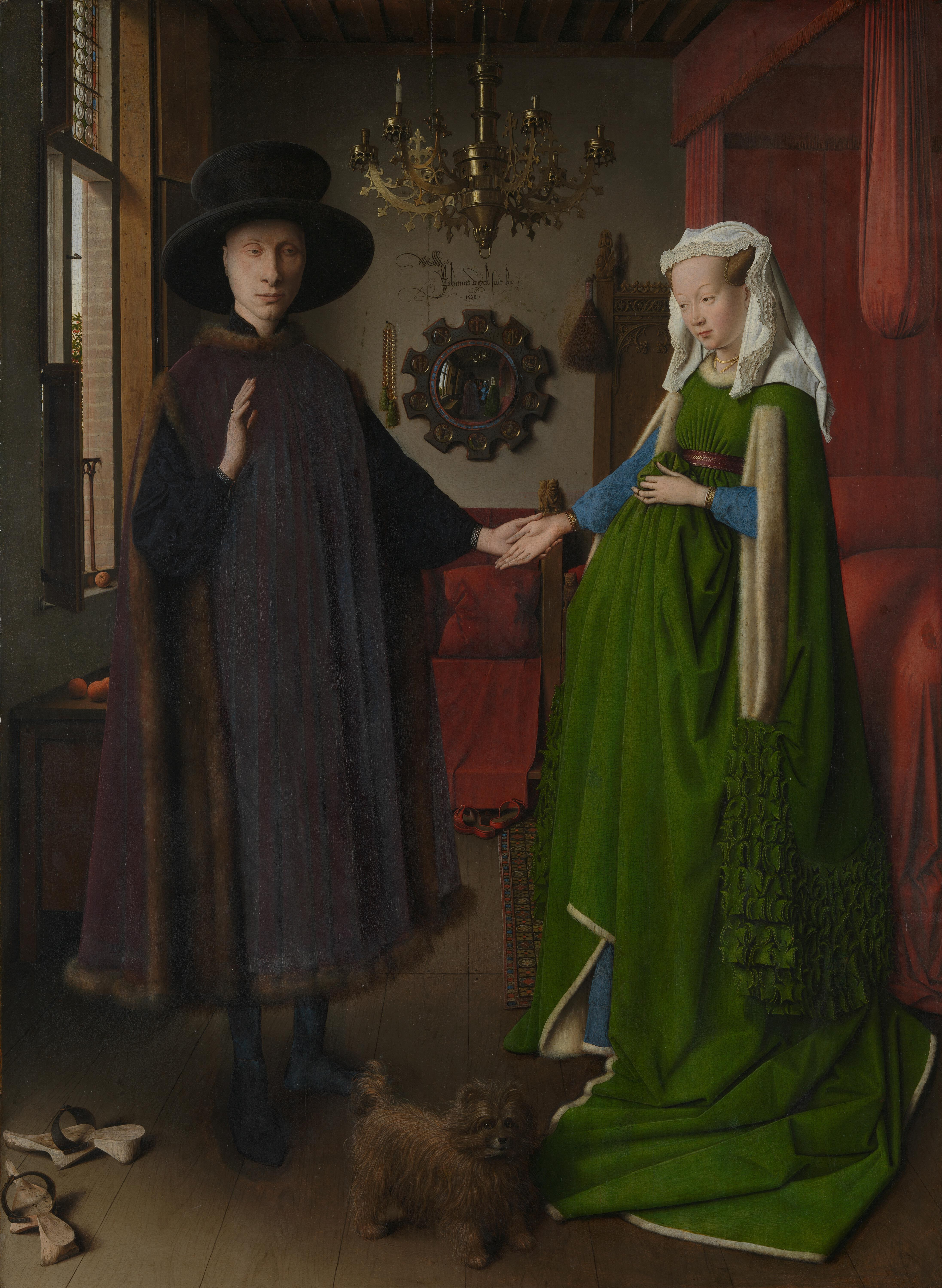
پرتره آرنولفینی، ۱۴۳۴.

اثر پرترهٔ آرنولفینی مربوط به جیووانی دی نیکولا آرنولفینی و همسرش است، گرچه به عنوان سند ازدواجشان تلقی نمی‌شود. برعکس آنچه اغلب پنداشته می‌شود همسر او باردار نیست بلکه شکم برآمده نمادی خوش یمن و به نشانه جاودانگی نسل خانواده است.
آرنولفینی عضوی از یک خانوادهٔ تاجر اهل لوکای بروخه بود. زوج در فضای داخلی مجهزی نشان داده شده‌اند. وان آیک با امضایی آراسته نوشته «یان وان آیک این‌جا بود ۱۴۳۴». تشابه با گرافیتی مدرن در اینجا تصادفی نیست. وان آیک بیشتر آثارش را با شوخ‌طبعی امضا می‌کرد. آینه، دو نفر را در چارچوب در منعکس می‌کند. امکان دارد یکی از آن‌ها خود وان آیک باشد. آرنولفینی دست راستش را شاید به نشانهٔ سلام کردن به طرف آن‌ها بلند کرده‌است.
در این تابلو خبری از قدیسان نیست ولی فضای معنویت بر صحنه حاکم است. تقریباً هر شیئی که در تابلو مجسم شده، به گونه‌ای، نمادی از تقدس ازدواج است.
وان آیک شدیداً به تأثیر نور علاقه داشت و رنگ روغن اجازهٔ ظریف تصویر کردن را به او می‌داد.

### ستایش بره
در مرکز تصویر گوسفندی وجود دارد که توسط ۱۴ فرشته احاطه شده‌است و در جلو آن‌ها آبی که سرچشمه زندگی است به رودخانه کوچکی می‌ریزد. از سمت بالا کبوتری در حال تقدیس «بره» است که در واقع همان روح‌القدس می‌باشد. به‌طور کلی ۴ گروه از مردمان در چهارگوشه تصویر جمع شده‌اند. در گوشه پایین سمت چپ فیلسوف‌ها و نویسنده‌های کافر پیش از مسیح و نیز پیامبران یهودی هستند که البته در بین ۴ گروه فقط بعضی از افراد این گروه زانو زده‌اند در حالی که کتاب مقدس را در دست گرفته‌اند. از جزئیات لباس‌های این گروه می‌توان فهمید که از قسمت‌های مختلف دنیا آمده‌اند.
در گوشه پایین سمت راست پرهیزکاران مسیحی هستند که در پیشاپیش آن‌ها پاپ ایستاده‌است. در بالا هر دو سمت تصویر شهدای مسیحیت دیده می‌شود با این تفاوت که مردان در سمت چپ تابلو و زنان در سمت راست تابلو هستند. مردان مشخصا با لباس‌های مقدس ترسیم شده‌اند و زنان با شاخه‌ای از نخل خرما که نشانهٔ شهادت است ترسیم شده‌اند.
نمادپردازی نیز همانند رنگ، در سراسر تابلو گسترده و مهار شده‌است، و این لار نیز دور کامل حکایت هبوط و نجات آدم را مجسم می‌سازد. دسته تای تخت مریم عذرا و سرستون‌های روایتی شبه ستون‌های پشت او اشاره‌ای به پیش‌بینی بازگشت مسیح در عهد عتیق هستند.
به‌طور خلاصه، در مورد جزئیات قاب دور نقاشی اصلی باید بگوییم در بالا و وسط، عیسی همانند پادشاهان نشسته‌است و در کنار او یحیی تعمید دهنده و مریم باکره دیده می‌شود. پس از آن فرشته‌هایی در حال نواختن موسیقی دیده می‌شوند و سپس آدم و حوا به صورت برهنه دیده می‌شوند درحالی که حوا سیب پرآوازه خود را به دست گرفته‌است.

### بشارت
در مدونای لوکا تلألو ملایم نور، همه چیز را از پوشش فوقانی بام گرفته تا پرتو درخشان جواهر فرشته، نورانی می‌کند. این حضور درخشان جدا از درخشندگیش نوری معنوی هم هست که جانشین خدایی است که هر آنچه را آفریده دوست می‌دارد.
نمادگرایی حتی عمیق‌تر است: قسمت بالا کلیسا تاریک است و تک پنجره، خدا را به تصویر می‌کشد. اما در پایین ۳ پنجرهٔ روشن که ما را به یاد تثلیث می‌اندازد وجود دارد و این که چگونه مسیح نور جهان است. این نور مقدس از همه جا می‌تابد.

لوکا مادونا (۱۴۳۶). این اثر در موزه اشتادل نگه‌داری می‌شود.

## دیگر آثار
آثار دیگر وان آیک شامل دو تختهٔ یادبود، مریم عذرا با صدراعظم رولین در موزه لوور و مریم عذرا با کشیش وان در موپال بروخه، موزه گرونینگ و در کنار دیگر آثار دینی بشارت نگارخانه ملی هنر آمریکا قرار دارد. شماری پرترهٔ فراموش نشدنی از همسرش مارگارتا بروخه موزهٔ گرونینگ و پرتره‌ای که احتمال می‌رود خودنگارهٔ خودش باشد، پرترهٔ مرد که به اشتباه پرترهٔ مرد با عمامهٔ قرمز لقب داده می‌شود. در حالی که مرد دستار به سر دارد. بر سر بقیهٔ آثار اختلاف وجود دارد و احتمال می‌رود که به دست دستیاران یا دنبال‌کنندگانش کشیده شده باشند.
تابلوهای وان آیک از چنان رسمیت سنگینی برخوردارند که هرگونه حرکت و عمل در آن‌ها مقید می‌شود. برای نمونه، گروه‌بندی‌های متقارن وی از سکوت و رسمیت نمادین مراسم قداس برخوردارند. هر شخص و شیئی در جای مشخصی واقع شده و چنان‌که شایستهٔ این مراسم مقدس باشد تزئین شده‌است. در سنت دیرینهٔ تذهیب‌کاری و نسخه‌های خطی، پذیرفته شده بود که کتاب مقدس باید ارزشی برابر کلمات خود داشته باشد؛ یان وان آیک که خود یک مینیاتورساز و تذهیب‌کار بود به گونه‌ای غریزی، یک سبک غنی تزئینی برای اعلام پیام خوش‌بینانهٔ خویش، دائر بر نجات انسان ابداع کرد.

## نمادگردایی وان آیک
وان آیک، موضوعات و پرتره‌هایی دینی نقاشی می‌کرد که در بی‌نظیر بودن تکنیکی و پیچیدگی ذهنی و غنی بودن نمادگردایی، بی‌همتایند.
به‌طور قطع نقاشی‌های تخته‌ای رابرت کمپین هنرمند اهل تورنه که اخیراً اهمیت او در تاریخ هنر فلاندر ثابت شده، در شکل‌گیری هنر وان ایک تأثیر داشته؛ و به نظر می‌رسد که از طریق هنر کمپین رئالیسم بی‌پروا، نمادگردایی مبدل، و احتمالاً تکنیک روغنی درخشان (که به عنوان مشخصهٔ ویژهٔ خودش به کار می‌رود) را فرا گرفته‌است.

## آثار برجسته
- مریم عذرا در کلیسا (ق. ۱۴۲۵)− رنگ روغن روی چوب– ۱۴×۳۲ سانتی‌متر
- ستایش بره (۱۴۳۲) رنگ روغن روی تخته- کلیسای سنت باوو- خنت
- بشارت (ق. ۱۴۲۵–۱۴۳۰) رنگ روغن روی بوم– ۹۳×۳۷ سانتی‌متر
- پرترهٔ نیکولو البرگتی (ق. ۱۴۳۱) رنگ روغن روی تخته–کلیسای سنت باوو– خنت
- پرترهٔ مسیح (ق. ۱۴۴۰) چوب بلوط-۳۳/۴×۲۶/۸ سانتی‌متر- موزهٔ گرونینگ- بروخه
- پرترهٔ جیووانی آرنولفینی (۱۴۳۵) رنگ روغن روی تخته-۲۹×۲۰ سانتی‌متر- موزهٔ اشتاتلیچ-برلین